# Bernard Kipyego
Bernard Kipyego (ur. 16 lipca 1986 w Prowincji Rift Valley) – kenijski lekkoatleta, długodystansowiec.

## Osiągnięcia
- 5 medali podczas Mistrzostw świata w biegach przełajowych:
  - Saint-Étienne 2005 – w kategorii juniorów: srebro indywidualnie oraz złoto w drużynie
  - Mombasa 2007 – brąz indywidualnie i złoto drużynowo
  - Edynburg 2008 – złoto w drużynie
- 5. miejsce na mistrzostwach świata (bieg na 10 000 m, Berlin 2009)
- złoto (drużynowo) i srebro (indywidualnie) podczas mistrzostw świata w półmaratonie (Birmingham 2009)
- 12. miejsce na mistrzostwach świata (bieg maratoński, Moskwa 2013)
- 3. miejsce na maratonie w Rotterdamie z czasem 2:07:57.

## Rekordy życiowe
- bieg na 5000 metrów – 13:09,96 (2005)
- bieg na 10 000 metrów – 26:59,61 (2007)
- półmaraton – 59:10 (2009)
- maraton – 2:06:29 (2011)